# Asthena albulata
Asthena albulata é uma espécie de insetos lepidópteros, mais especificamente de traças, pertencente à família Geometridae.
A autoridade científica da espécie é Johann Siegfried Hufnagel, tendo sido descrita no ano de 1767.
Trata-se de uma espécie presente no território português.